# گیلانغرب
گیلان‌غَرب (به کُردی: گیەڵان) مرکز شهرستان گیلان‌غرب در استان کرمانشاه است. این شهر به منطقه طایفه ها معروف است که عشیره های بزرگ و اصیل ایل کلهر در کنار یکدیگر زندگی میکنند.و مهم تر از همه ، از این شهر کردنشین به عنوان دومین شهر مقاوم کشور یاد می‌شود که به خاطر دفاع جانانه مردم آن در مقابل نیروی های بعثی بود. گیلانغرب با ارتفاع ۸۱۰ متر، در ۱۰۶ کیلومتری غرب جنوبی کرمانشاه، شهری مرزی‌ است و بر سر راه قصر شیرین به ایلام قرار دارد و با شهرهای خانقین و جلولا در کردستان عراق هم‌مرز است و ارتباط جاده‌ای دارد. 
گیلانغرب مرکز ایل کلهر که یکی از ایلات و شاخه‌های اصلی مردم کُرد است شناخته می‌شود. مردم این شهر از ایل کلهر هستند و به زبان کُردی کلهری تکلم می‌کنند.
جمعیت گیلانغرب طبق سرشماری سال ۱۳۹۵ تعداد ۲۲٬۳۳۱ نفر در قالب ۶٬۶۶۲ خانوار بوده‌است که از این میان ۱۱٬۱۱۵ نفر مرد و ۱۱٬۲۱۶ نفر زن هستند. جمعیت گیلانغرب در مقایسه با سال‌های قبل به دلیل مهاجرت گستردهٔ مردم برای یافتن کار به شهرهای کرمانشاه، تهران ، اقلیم کردستان عراق و سایر شهرهای صنعتی کاهش داشته‌است.
طبیعت گیلانغرب نیز مانند دیگر مناطق کردستان از سرسبزی خاصی برخوردار است. آب و هوای گیلانغرب به‌گونه‌ای است که در تابستان بسیار گرم و در زمستان بسیار سرد است؛ با این وجود در فصل پاییز هوایی معتدل و نیمه‌سرد دارد. برخی از مناطق همجوار در شهرستان گیلانغرب مثل روستاهای بخش گواور و شهر سرمست با ارتفاع بالای ۱۵۵۰ متر آب و هوای سرد دارند و میزان بارش سالانه در آن‌ها به ۷۰۰ میلیمتر هم می رسد. اما آب و و هوای عالی این منطقه و طبیعت بسیار زیبا و غنی آن در ایام نوروز و فصل بهار و کوه و تپه های سرسبز وجنگل های بلوط سبب توریستی شدن این شهر در ایام نوروز شده و طبیعت آن که در استان کرمانشاه زبانزد است
مردم این شهر مسلمان و پیرو مذهب شیعه و سنی و آیین یارسان هستند. گیلان‌غرب در جنگ ایران و عراق به یکی شهرستان‌های جنگ‌زدۀ ایران تبدیل شد. این شهر از نظر صنعتی یکی از فقیرترین شهرهای کشور است و تقریباً هیچ کارخانۀ صنعتی در این شهر وجود ندارد. این شهر به دلیل نزدیک بودن به کشور عراق و داشتن مرز زمینی هم مانند دیگر شهرهای مرزی و وجود منابع سوختی فرصت قاچاق سوخت را برای قشر بی‌کار این شهر فراهم کرده است.
گیلانغرب با اینکه در فصل بهار شهری توریستی است و خصوصا در ایام اربعین به دلیل نزدیکی به مرز عراق زائران از این شهر نیز عبور می‌کنند اما فاقد هرگونه هتل و استراحتگاه است.

## موقعیت جغرافیایی
گیلان‌غرب شهری مرزی است که از طریق گذرگاه های مرزی سومار ، خسروی و پرویز خان به عراق و اقلیم کردستان راه دارد . و بر سر مسیر اصلی قصرشیرین به ایلام واقع شده‌است که استان ایلام را به مرز خسروی و گذرگاه مرزی پرویزخان وصل می‌کند. هر چه به طرف شرق و شمال این شهرستان پیش بروید ارتفاع بیشتر و هوا خنک‌تر می‌شود و هرچه به طرف جنوب بروید هوا گرم‌تر و به ارتفاعات کم می‌شود. به‌طور مثال اگر به سمت اسلام‌آبادغرب یا کرمانشاه بروید پس از حدود ۱۵ کیلومتر به ارتفاع ۱۱۰۰ متری در روستاهای دهستان چله می‌رسید و پس از گذشت حدود ۶۸ کیلومتر به بخش گوواور که جزء شهرستان گیلانغرب محسوب می‌شود- می‌رسید که ارتفاع در آنجا به ۱۵۰۰ متر نیز می‌رسد و هر چه به سمت غرب پیش بروید از ارتفاع کاسته می‌شود مثلاً ارتفاع در سومار ۲۹۰ متر و در قصرشیرین به ۳۵۰ متر می‌رسد و رو به گرمی و پستی می‌رود.
گیلانغرب شهری است مسطح که از چهار جهت محصور از کوه است ؛ به طوری که در غرب آن کوه ئه‌مڵه، در شمال آن کوه سَرکَش ، در جنوب غربی آن کوه وێژنان و در شرق آن کوه سرێوان قرار دارد.

## نام
گیلانغرب پیش از آنکه به‌صورت رسمی بدین نام خوانده شود، نام دیگری نیز داشته و «ئەمڵە» نامیده می‌شده است. به باور برخی این نام ریشه در نام کوه ئه‌مڵه در غرب این شهر داشته است. با این وجود در دورۀ پهلوی اول نام شهر به گیلان غرب تغییر داده شد. بعداً و با تبدیل این منطقه به شهرستان در سال ۱۳۳۱ نام گیلان غرب بر روی شهرستان نیز قرار داده شد. به باور برخی علت نامگذاری این شهر با عنوان گیلان وجود جنگل‌های انبوه و علت اطلاق پسوند غرب بدان، متمایز ساختن آن از استان گیلان در شمال ایران بوده است. با این وجود مردم بومی شهرستان پیش از این نامگذاری واژۀ گیه‌ڵان را (با تلفظی متفاوت از گیلان) برای آن به کار می‌برده‌اند. به باور برخی نام گیه‌ڵان از گیاه مورت گرفته شده که در کُردی کلهری «گیه‌ڵ» نامیده می‌شود و به دلیل وجود سرآب مورت در این منطقه بر روی آن قرار داده شده و درواقع گیه‌ڵان به معنای «محل مورت‌ها» است.

## پیشینه
در کتاب سفرنامهٔ راولینسون «گذر از ذهاب به خوزستان»، هنری راولینسون در مسیر عبور خود به جلگهٔ گیلان می‌رسد که در زیر به بخشی از آن اشاره می‌شود. این مسافرت در دوران قاجار بوده‌است. راولینسون نخستین کسی بود که خط میخی را با بررسی کتیبه‌های بیستون خواند.
از بالای دئیرا* از گذرگاه سختی به نام سرخه‌میل* (گردنه سرخ) که یکی از رشته‌های سنبله* است و از سمت شمال‌شرقی در مجاورت جلگهٔ گیلان قرار گرفته گذشتیم. سرخه‌میل به خاطر این‌که در این منطقه از سایر رشته‌کوه‌هایی که در دامنهٔ زاگروس قرار گرفته‌اند مرتفع‌تر است و همچنین به خاطر داشتن صخره‌های عظیم و عریان مانند آنچه در کوه‌های عظیم دیده می‌شود مشهور است. بزرگ‌راه زهاب به گیلان از گذرگاه بازتری به نام تنگ‌شش‌راه از میان این ارتفاعات می‌گذرد. تنگ‌شش‌راه در یک فرسنگی سرخه‌میل قرار گرفته و به علت انشعاب شش جادهٔ موازی بدین نام خوانده می‌شود، حتی از این گذرگاه هم عبور دادن توپخانه غیرعملی به نظر می‌رسد. گمان می‌کنم جاده شاهی قدیم که به موازات همین راه کشیده شده بود در منتهی‌الیه قله سنبله پیچ خورده باشد. در قلهٔ این کوه زمین مسطحی وجود دارد که از درختان کوتاه بلوط پوشیده شده و بین دو رشته ارتفاعات صخره‌ای محصور است و به خاطر فراوانی حیوانات وحشی در تمام ایالت مشهور است.
با پایین رفتن از ارتفاعات سنبله جاده در حدود ۱۶ کیلومتر به سمت جنوب شرقی در امتداد جلگهٔ گیلان و به طرف خرابه‌های دهکده‌ای به همین نام پیش می‌رود. جلگهٔ گیلان در میان ارتفاعات سنبله و اناریش قرار گرفته و از نهر قابل توجهی که بین قصرشیرین و خانقین به حلوان می‌پیوندد آبیاری می‌گردد. در این جلگه کشت برنج به حد وفور رواج دارد. این جلگه در فصل زمستان سراسر پوشیده از چادرهای ایلات کلهر است. خرابه‌های روستای گیلان در منتهی‌الیه جنوب جلگه بر سر راه کرمانشاه به بغداد قرار دارد، خان‌های کلهر معمولاً زمستان‌ها را در این منطقه به‌سرمی‌برند. آن‌ها در سیاه‌چادرهایی زندگی می‌کنند که فقط از نظر اندازه با چادرهای افراد معمولی ایل تفاوت دارند.

خرابه‌های شهر نسبتاً بزرگ در جلگهٔ گیلان یافت می‌شود که شباهت به دئیرا (دیره) دارند و احتمالاً مربوط به یک زمان هستند. در این‌جا تپهٔ قابل توجهی نیز دیده می‌شود که ارتفاع آن در حدود ۲۱ متر و پیرامون آن ۳۰۰ گام است. بالای این تپه دژ چهارگوشی است که سنگرهایی در گوشه‌های آن دیده می‌شود و در دامنهٔ آن دژ بزرگ و نامنظمی قرار دارد، این استحکامات تازه هستند و توسط خان‌ها کلهر ساخته شده‌اند. در تپهٔ گیلان آجرهای بزرگ سبک بابلی به تعداد زیاد پیدا شده که نشانه‌هایی بر قدمت تپه هستند. من معتقدم که این‌جا یک آتشکدهٔ با عظمت مربوط به مغ‌ها بوده که در دورهٔ انحراف دینی زمان اشکانیان به یکی از خدایان محلی که آن را الههٔ شکار می‌دانسته‌اند اختصاص داده شده‌است.

در پایین تپه چشمه‌ای قرار دارد که اطراف آن بوته‌های مقدس مورْد قرار گرفته‌اند. من معتقدم جنبهٔ تقدسی مورْد از مشرق زمین سرچشمه می‌گیرد و ارتباط آن با نیایش آناهیتا امری کاملاً شناخته شده می‌باشد و از یادگارهای دوران باستان است. چنان‌که امروزه هر کجا در کوه‌های کردستان بوته‌ای مورْد دیده‌شود (که خیلی کم‌یاب است) یک نوع حالت احترام نسبت به آن محل ایجاد می‌شود که مردم از توضیح آن عاجزند.
از نام سنبله و چشمهٔ مورْد می‌توان به این نتیجه رسید که این‌جا آتشکده‌ای بوده‌است که به آناهیتا یا ونوس اختصاص داشته‌است.

کلهرها اگر قدیم‌ترین ایل کرمانشاهان نباشند، به‌عنوان یکی از قدیم‌ترین طوایف این منطقه شناخته شده‌اند. ایل کلهر از ۲۰٬۰۰۰ خانوار تشکیل شده که نصف آن‌ها در نقاط مختلف ایران پراکنده‌اند و بقیه هنوز در اقامتگاه‌های قدیمی خود در حوالی زاگرس به سر می‌برند. کلهرهای کرمانشاه به دو شاخهٔ بزرگ شهبازی و منصوری (ایوان غرب) که اولی در حدود ۸٬۰۰۰ خانوار و دومی در حدود ۲٬۰۰۰ خانوار است تقسیم می‌شوند. کلهرهای شاه‌بازی منطقهٔ وسیعی را از ماهیدشت در نزدیکی کرمانشاه تا مندلی در مرز عثمانی در اختیار دارند و منصوری‌ها در منطقهٔ محدودتری در جنوب گیلان که شرح آن گذشت به‌سرمی‌برند.

در کتاب‌های جغرافیایی شرق از گیلان به‌طور مختصر نام برده شده و آن هم به عنوان سرچشمهٔ شاخهٔ چپ رود حلوان و از این‌جا می‌توان نتیجه گرفت که بعد از اسلام این منطقه چندان دارای اهمیت نبوده‌است.

اردوگاه خان کلهر را ترک کردم و در یک راه‌پیمایی طولانی ۸ فرسنگی به طرف زرنه* پیش رفتم. جادهٔ مستقیم گیلان از ناحیهٔ هموار و مرتفعی به نام «چله» * می‌گذرد اما چون برف آن را مسدود کرده بود از پرپیچ و خم‌ترین جادهٔ جلگهٔ ایوان عبور کردم که از دره‌ای تنگ و کوهستانی به‌نام «میان‌دار» * که در حدود ۳۲ کیلومتر جلگهٔ ایوان را می‌پیماید، می‌گذرد. این دره از درختان انبوه بلوط پوشیده شده بود که اندازهٔ آن‌ها بزرگ‌تر از درختان بلوطی بود که در سایر نقاط ایران دیده بودم. وفور بیش از اندازهٔ گیاه، هوای گرم و موقعیت مناسب از نظر پناهگاه، «میان‌دار» را به صورت مکانی مطلوب برای قشلاق عشایر کلهر درآورده است. کوچک‌ترین فضای خالی در میان جنگل از سیاه‌چادرهای آن‌ها پرشده بود و گله‌ها و رمه‌هایشان از این‌سو تا آن‌سوی دره به چرا مشغول بودند.— هنری راولینسون، سفرنامه راولینسون: گذر از زهاب به خوزستان
در کتاب فرهنگ جغرافیایی ایران، نوشته حاجعلی رزم‌آرا که در سال ۱۳۲۸ و در دورهٔ پهلوی دوم به چاپ رسید در مورد شهر گیلان‌غرب آمده‌است که:
قصبه مرکز بخش گیلان‌غرب از شهرستان شاه‌آباد در ۹۴ کیلومتری باختر شاه‌آباد و ۶۰ کیلومتری جنوب خاوری قصرشیرین در قسمت علیای دره گیلان واقع شده که مختصات جغرافیایی آن به شرح زیر است.
طول ۴۵ درجه و ۵۵ دقیقه - عرض ۳۴ درجه و ۷ دقیقه - ارتفاع از سطح دریا ۷۲۳ متر.

موقعیت طبیعی قصبه دشت - هوا گرمسیر - آب از سراب گیلان - محصول عمده غلات، برنج، پنبه، حبوبات، صیفی، توتون، لبنیات است. جمعیت قصبه تابستان ۱٬۵۰۰ و زمستان در حدود ۲٬۵۰۰ نفر - مذهب مسلمان  و زبان کوردی است و از طایفه کلهر هستند.

ادارات دولتی گیلان عبارت است از بخشداری - دارایی - اداره املاک - پست و تلگراف - شعبه اداره راه - پاسگاه ژاندارمری و پاسگاه گارد مسلح گمرکی.
درمانگاهی از طرف سازمان شاهنشاهی خدمات اجتماعی در این قصبه دایر گردیده‌است.

کارخانه پنبه آن در سال دو ماه کار می‌کند.

یک باب دبستان و در حدود ۷۰ باب دکان دارد.

راه شوسه قصرشیرین به ایلام و شاه‌آباد تقریباً از وسط آبادی می‌گذرد.

از آثار قدیم تپه‌ای کنار قصبه وجود دارد که زمانی آباد بوده و فعلاً خرابه‌های آن باقی است.— حاجعلی رزم‌آرا، فرهنگ جغرافیایی ایران، جلد ۵

### جنگ ایران و عراق
گیلان‌غرب به خاطر مقاومت مردم‌اش در برابر حملهٔ ارتش عراق در سال ۱۳۵۹، از سوی سیدعلی خامنه‌ای رهبر جمهوری اسلامی ایران دومین شهر مقاوم کشور نامیده شده‌است.
در تقویم رسمی ایران نیز چهارم مهر ماه روز مقاومت مردم گیلان‌غرب نام گرفته‌است.
ارتش بعث عراق در تمام طول جنگ ایران و عراق موفق به تصرف شهر گیلانغرب نشد و مهم‌ترین دلیل این امر مقاومت مردم گیلانغرب بود که حاضر به ترک شهر نشدند و با نشان دادن آمادگی نظامی بالا که خاص مردم کُرد بود در برابر ارتش عراق جنگیدند.
در تاریخ ۱۹ مرداد ۱۳۶۲ هواپیماهای ارتش عراق به بمباران شهر گیلانغرب پرداختند که طی آن ۵۰ نفر کشته و نزدیک به ۵۰۰ نفر زخمی شدند.

## جنگ ایران و عراق
روز ۳۱ شهریور ۱۳۵۹ با تهاجم سراسری ارتش صدام، جنگده‌های میگ عراقی منطقه ویژنان در گیلانغرب را بمباران کردند، سپس یک گروه رزمی از تیپ ۱ زرهی لشکر ۸۱ زرهی ارتش جمهوری اسلامی ایران برای تشکیل خط دوم پدافندی به محور گیلانغرب-قصرشیرین اعزام شد.
چهارم مهر ۱۳۵۹ قسمتی از گردان ۲۸۵ از تیپ ۲ زرهی لشکر ۸۱ ارتش نیز به گیلانغرب اعزام شد و با هماهنگی ژاندارمری، اهالی گیلانغرب بسیج شدند تا از شهر دفاع کنند. بدین‌ترتیب، هسته مرکزی دفاع از گیلانغرب تشکیل و موفق شد از سقوط شهر جلوگیری کند. بعد از تصرف قصرشیرین، لشکر ۴ پیاده ارتش عراق صبح روز ۵ مهر ۱۳۵۹ به قصد تصرف گیلانغرب به سوی این شهر حرکت کردند و به ورودی شهر گیلانغرب‌ رسیدند. مردم منطقه با باز کردن جوی‌های آب کشاورزی به سمت محل عبور تانک‌های عراقی، باعث توقف لشکر مکانیزه عراق شدند.
در درگیری‌های روز ششم و هفتم مهر هم نیروهای هوانیروز وارد عمل شدند. با مقاومت گردان ۲۸۵ تانک از تیپ ۲ زرهی لشکر ۸۱، ژاندارمری و نیروهای مردمی، نیروهای عراق تا روستای گورسفید عقب‌نشینی کردند.
دهم مهر نیروهای عراق اهالی برخی روستاهای منطقه گیلانغرب را پراکنده کردند و در گورسفید نیروهای بومی با عراقی‌ها درگیر شدند.
از روز هفدهم مهر به حملات توپخانه‌ افزوده شد. برای اولین بار ارتش عراق، ۲۶ مهر ۱۳۵۹ گیلانغرب را هدف موشک میان‌برد زمین‌به‌زمین قرار داد. این موشک به خارج از مناطق مسکونی اصابت کرد و تلفات و خساراتی به بار نیاورد.
به دنبال حمله عراق به گیلانغرب، مردم این شهر به چندین دسته تقسیم شدند: عده‌ای در شهر ماندند و با سلاح‌های قدیمی به جنگ با دشمن پرداختند و بعضی هم اسیر شدند، گروه دیگر به کوه‌های اطراف پناه بردند و بخشی دیگر با فاصله‌ کمی از شهر چادر زدند که آن مناطق به‌مرور به اردوگاه تبدیل شد. مردم در اردوگاه‌هایی مانند تەق توق بالا و پایین، دوڵاوی، پیەڵ حاجی و دارتۊ مستقر شدند، ولی با مشکل کمبود آب و آذوقه مواجه بودند.
زنان گیلانغربی دوشادوش مردان نقش به‌سزایی در جلوگیری از پیشروی عراقی‌ها ایفا کردند؛ آن‌ها همچنین در تهیه تدارکات برای جبهه‌های مقاومت مردمی ایفای نقش کردند. فرنگیس حیدرپور یکی از زنان روستای گورسفید به تنهایی با سربازان عراقی مقابله کرد.
با مقاومت اولیه عشایر و اهالی بومی گیلانغرب، نیروهای عراق در مقابل تنگ حاجیان و آبادی گورسفید و ارتفاع چغاڵه‌وەن مستقر شدند. بعد از این، عملیات آفندی تنگ حاجیان در ۱۴ دی ۱۳۵۹ برای عقب راندن ارتش عراق از تنگ حاجیان و آزادسازی خط ارتباطی محور گیلانغرب در راستای هدف‌های مورد نظر نیروی زمینی ارتش جمهوری اسلامی انجام شد.
با انجام عملیات آفندی چغاڵه‌وەن در ۲۶ اسفند ۱۳۵۹ و آزادسازی ارتفاع چغاڵەوەن، موقعیت دیده‌بانی و کنترل دشت گیلانغرب و محور گیلانغرب فراهم شد.
پشتیبانی از عملیات‌های منطقه جنوب ایجاب می‌کرد سکون و آرامش در منطقه غرب به‌هم زده شود. بنابراین عملیات مطلع‌الفجر (شیاکەو) در ۲۰ آذر ۱۳۶۰ به منظور تقلیل فشار دشمن در مناطق چەرمیان و شیاکەو ، تنەگ قاسم‌ئاوا و دشت گیلانغرب (منطقه عمومی گیلانغرب) با فرماندهی و هدایت قرارگاه مقدم نیروی زمینی ارتش جمهوری اسلامی ایران به اجرا درآمد و ۲۷ روز ادامه یافت.
ارتش عراق در ۳۱ تیر ۱۳۶۷ بار دیگر به مرزهای ایران حمله و تا گیلانغرب پیشروی و این شهر را تصرف کرد، اما در ۳ مرداد ۱۳۶۷ همزمان با اجرای عملیات مرصاد مجبور شد از جبهه میانی و غرب کشور عقب‌نشینی کند.
در جنگ تحمیلی، ۷۰۰ نفر از اهالی گیلانغرب کشته، ۲۲۷۰ دچار مصدومیت شدند و ۱۳۳ نفر به اسارت درآمدند.

## مردم
مردم این شهر کُرد و از طایفه‌های مختلف ایل کلهر (یکی از شاخه های اصلی مردم کُرد) هستند. مردم این شهر پیرو مذهب شیعه و سنی و یارسان هستند. زبان مردم این شهر کردی کلهری است. در این شهر، زبان کردی به‌عنوان زبان گفتاری و زبان فارسی به‌عنوان زبان آموزش و نوشتار رسمی، مورد استفاده قرار می‌گیرد.

### برخی واژه‌ها در زبان کردی کلهری
| فارسی | کردی کلهری | هجی کردن |
| ----- | ---------- | -------- |
| آفتاب | خوەر       | khuvar   |
| باران | واران      | varan    |
| زمین  | زەۊ        | zew      |
| برگ   | وەڵنگ      | valeng   |
| مرد   | پیا        | piya     |
| زن    | ژن         | zhen     |
| دختر  | دۊەت       | diuvat   |
| پسر   | کوڕ        | koer     |
| درخت  | دار        | dar      |

## مکان‌های باستانی
- کاخ اربابی ساسانی): وجود تپه‌ای تاریخی در سراب گیلان‌غرب که آثار به جای مانده از آن شبیه به یک کاخ است که عده‌ای آن را مربوط به دورهٔ ساسانی و عده‌ای دیگر فراتر از دوره ساسانی می‌دانند همچنین بوته‌های کمیاب مورت مقدس در پایین دست کاخ سراب یافت می‌شود که نشانی از قدمت فراوان آن می‌باشد.
- قڵا (قلعه): تپه‌ای در وسط شهر گیلان‌غرب بوده که معروف به قڵا (قلعه) می‌باشد که آنگونه پیداست این ساختمان خرابه سه طبقه بوده‌است که بسیاری بر این عقیده هستند این تپه می‌تواند یک زیگورات مربوط به دوره ایلامیان باشد. تپه قلا امروزه جایی برای تفرج و صعود افراد است.
- حه‌سه‌ن زووردار (حسن زوردار): خرابه‌ای در پایین دست شهر گیلان‌غرب واقع شده‌است که در میان مردم منطقه به حسن زوردار معروف می‌باشد. مساحتی حدود سیصد متر دارد. این قلعه که متأسفانه به علت حفاری‌های بیش از حد و عبور یک کانل آب از کنار آن چیز زیادی از آن باقی نمانده‌است. به احتمال زیاد این قلعه مقر حکومت یا آتشکده ساسانی ها بوده.
- پی شته (پشته): مکانی تفریحی که دارای پوشش گیاهی مناسب در ایام بهار می باشد . این ناحیه در دامنه کوه های سرکش قرار دارد. فاصله این مکات تا شهر کمتر از 5 دقیقه می باشد.
- ئەمڵە قیوت : بلندای امله قوت (Amalah ghut) که یک برج طبیعی بر فراز انارک در جانب جنوبی شهر گیلان‌غرب است. در محل آثاری از ساروج و گچ وجود دارد. آثاری از زندگی انسان‌های گذشته در اطراف آن وجود دارد که سبب عدم وجود سند یا کاوشی در آن ناشناخته مانده‌است. البته عده زیادی اعتقاد دارند که مربوط به زمان ساسانیان است و در زمان حمله اعراب به ایران خراب شده‌است چون اعراب از طرف گیلان‌غرب و شهر حلوان (سرپل‌ذهاب) به ایران حمله‌ور شده‌اند آن موقع گیلانغرب دشتی حاصل‌خیز و وسیع بوده‌است. منطقه آمله‌قوت طوری است که بر تمام دشت ویژنان، دشت گیلان، قصرشیرین و بر ناودار تا ارتفاعات مشرف بر ایوان غرب مسلط است و جای مناسبی برای دیدبانی گذشتگان بوده‌است.
- چیاێ ئاسن‌گه‌رانه (تپه آهن‌گران)[۲۱]

## تفرج‌گاه‌های طبیعی
- سەراو «سرآب مورت»
- گۆڵێن «دربند گُلِین'»
- ناودار «پارک طبیعی ناودار»
- ملیەنە «منطقه تفریحی ملینه»
- پاچه «منطقه تفریحی پاچه»
- تەنگ گوڵەم «آبشار تنگ گُلَم»
- چله «منطقه سرسبز چله»
- قلاجه «منطقۀ حفاظت‌شدۀ قلاجه»
- دێرە «منطقه تفریحی دیره»

## آداب و رسوم
مردم منطقهٔ گیلانغرب از لحاظ آداب و رسوم تفاوت چندانی با زاگروس نشینان دیگر مناطق غرب‌ کشور ندارند، رسوم مختلف مناطق کلهرنشین به یکی از مراحل یا پدیده‌های تاریخی پیوند دارد. زبان مردمان مناطق مختلف شهرستان گیلانغرب کلهری است. جشن‌هایی که در میان آنان مرسوم است در برگیرندهٔ جشن‌های مذهبی، ملی و باستانی است که ریشه در باورهای کهن مردم داشته و اغلب تاریخی و پاره‌ای اسطوره‌ای است؛ از مراسم رایج در میان کلهرها و مخصوصاً منطقهٔ گیلانغرب می‌توان به مراسم تولد، مراسم فوت، عزاداری، مراسم عقد و تعیین مهریه، مراسم عروسی با رقص کُردی «هەڵپەڕکە» اشاره کرد.
جشن نوروز (جەشن سەرساڵ): جشنی است که مردم گیلانغرب در روز تحویل سال برگزار می‌کنند و در آن آتشی برپا می‌کنند و به دور آن می‌رقصند و شادی می‌کنند و در این جشن پیر و جوان و زن و مرد همه در آن حضور دارند.
پنجشنبه آخر سال (پێنجشەمەی ئاخر ساڵ): در این روز که آخرین پنجشنبه سال است مردم به آرامگاه ها می‌روند و بر سر قبر اموات می‌روند و برای شادی روح آنها درود و  فاتحه میفرستند.
عید قربان (جەشن قۆروان): قربان عیدی مذهبی است که در آن مردم حیوانی را قربانی می‌کنند و گوشت آن را بین خویشاوندان، همسایه‌ها، فقرا و … تقسیم می‌کنند.
رقص کردی (هەڵپەڕکە): این رقص میان مردم کُرد رواج دارد که گاه با ریتمی تند انجام می‌شود و انواع مخختلفی دارد. رقص کردی یا هەڵپەرکە بخشی از آیین‌های نمایشی مردم کُرد است که به صورت گروهی و به شکل حلقه‌ای ناکامل مرکب از رقصندگان زن و مرد از چپ به راست در حرکت هستند اجرا می‌شود. اولین نفر سمت راست گروه که با دستمالی در دست؛ وظیفهٔ هدایت وهماهنگ‌کردن حرکت بقیهٔ رقصندگان را به عهده دارد و سرعت و ریتم و شور رقصندگان بستگی به هدایت او دارد را در زبان کردی سَرچُوپی کِش (به کلهری: سه‌رچۆپی‌کێش) و آخرین نفر گروه که در منتهی‌الیه سمت چپ حلقه قرار دارد و او نیز مسئولیت مشابهی دارد را بن‌چوو‌پی می‌نامند.
مردم گیلانغرب از واژهٔ «هەڵپەڕکە» که از کلمهٔ «هەڵپەڕ» به معنی «جنبش و تکان و در اصل به معنی حمله کردن» است و از کلمهٔ «کە» که نمادی از «حرکات جنگی» است از گذشته‌های دور به یادگار مانده‌است و چیزی فراتر از رقص عادی می‌باشد. رقص کردی با زیبایی خاص آیینه‌ای تمام نما از زندگی گذشتهٔ این مردم است که به صورت زنده در زمان و حال در وجود آنان در حرکت و جریان است. اگر به ریشه در زندگی و کار روزانه مانند «کشاورزی، اعتقادات دینی، جنگ و دفاع، مراسم و جشن‌های بزرگ و بازی‌های محلی» حالات روحی درونی افزار دارد که به صورت امروزی درآمده‌است که در گیلانغرب از غنای بیشتری برخوردار می‌باشد.
رقص‌های کردی یکی از سنت‌های دیرینه است، که در میان کرمانشاهیان هم چنان محفوظ مانده و حتی در رقص‌های سنتی بعضی از اقوام همجوار همچون «آشوری‌ها» تأثیر کرده‌است. بی‌گمان تاریخچهٔ این حرکات مربوط به هزاره‌های دوم و سوم قبل از میلاد مسیح است. اما تاریخ مشخص و چگونگی ایجاد آن در این باره وجود ندارد. یک کتیبۀ سنگی در «قلعه هه‌پیر» وجود دارد که متعلق به هزارۀ اول قبل از میلاد است. روی این کتیبه تصویر یک «سرنا و دهول و تعدادی که به نظر می‌رسد در حال اجرای حرکات موزون هستند» روی سنگ حک شده‌است این کتیبۀ کهن سند مهمی در تاریخی بودن رقص کُردی در کرمانشاه است.[نیازمند منبع]
معمولاً بهترین رقصنده (زن یا مرد) نقش رهبری گروه سَرچٌوپی کِش را به عهده می‌گیرد و اولین نفر حلقهٔ رقصندگان است. او با انجام ماهرانهٔ حرکات نمایشی توسط دستمالی که در دست راست خود دارد و نیز به کمک اصواتی هیجان انگیز و گاهی با کلام ضمن افزودن بر هیجان رقصندگان مسئولیت تنظیم سرعت و ریتم حرکت گروه را بر عهده می‌گیرد. قرار گرفتن در این نقش جذابیت فراوانی دارد و رقصنده را در موقعیت بهتری نسبت به مابقی گروه قرار می‌دهد. سرچوپی کش گاهی برای ایجاد نشاط بیشتر می‌تواند از حلقهٔ رقص جدا شده و با توجه به تبحر خویش حرکات نمایشی فردی نیز انجام دهد. بقیهٔ گروه در حالی که دست‌هایشان رو به زمین و در امتداد دو پهلویشان قرار دارد پنجه در پنجه رقصندگان مجاور ایجاد حلقه‌ای پیوسته می‌کنند. مطلوب‌ترین حالت قرار گرفتن رقصندگان به صورت(گندم و جو) یا به عبارتی یک زن و یک مرد به صورت یک در میان است. گاوانی آخرین رقصندهٔ گروه است که هرچند نقش زیادی درایجاد ریتم و نشاط رقص دارد اما کمتر کسی راغب به قرار گرفتن در این نقش است.
«کوبیدن پا بر زمین» به این معنی است که این «خاک وطن من» است و «هورای» هنگام مراسم در حین حرکات به منظور «ترساندن دشمن» است و هم چنین «نشستن» در هنگام رقص نشانه «تسلیم برای جمع منفور» است. یک سری مقام‌ها هم وجود دارند که در این مراسم استفاده می‌شوند، همانند «پهوره» که از نظر لغوی از واژه «خور» به معنای «خورشید» گرفته شده مورد استفاده «گاتوهایزرتشتی» و در مراسم راز و نیاز با خداوند بوده‌است.
به تناسب مناطق مختلف کرمانشاه اشکالی از رقص‌های محلی نیز وجود دارد که در نحوهٔ حرکت دست‌ها و پاها و نیز شکل حرکت گروه با هم تفاوت چشمگیری دارد ؛ ولی به‌طور کلی از دو دسته رقص‌های غنایی و رقص‌های رزمی تشکیل شده‌است. شاخص‌ترین این رقص‌ها اکثراً در دستهٔ رقص‌های غنایی قرار دارند.[۲۹]
انواع رقص‌های کردی عبارتند از:
دو دستماله: در شکل غنایی رقص و برای افزودن بر شور رقصندگان و ناظران معمولاً رقصنده اول سَر چُوپی با دو دستمال رنگی به انجام حرکاتنمایشی فردی می‌پردازد و توانایی و تبحر خود را در رقص به نمایش می‌گذارد. به این نوع رقص دو دستماله می‌گویند که بیشتر در منطقهکرمانشاه رواج دارد.
گه‌ڕیان: گه‌ڕیان یا گَریان به معنی گشتن است؛ گه‌ڕیان دارای دو شکل روستایی و شهری می‌باشد که تفاوت‌هایی در ریتم دارند. این رقص نرم و آهسته و با ظرافتی خاص شروع شده و به تدریج ریتم سریع تری می‌یابد. معمولاً در فاصلهٔ دو رقص سریع و برای استراحت رقصندگان اجرا می‌شود و بیشتر شکلی نمایشی از راه رفتن است. این رقص، رقصندگان را برای رقص‌های پرتحرک تر بعدی آماده می‌کند، تقریباً در کل مناطق کلهرنشین ملودی این رقص شکلی یکسان دارد. نخستین حرکت با پای چپ آغاز می‌شود و حرکت پای دیگر هم‌زمان با سر ضرب‌های دهل و با ریتم دو تایی موسیقی عوض می‌شود.
پشت پا: پشت پا به مراتب ریتم سریع تری نسبت به گه‌ڕیان (گریان) دارد و در بیشتر مناطق کلهرنشین مخصوص مردها می‌باشد رقص پشت پاهمان‌طور که از نامش پیداست انسان را به هوشیاری و به‌کارگیری تجارب می‌خواند تا مبادا شخص در زندگی از کسی پشت پا بخورد.
هه‌ڵگرتن: این رقص بسیار پر جنب و جوش و شاد اجرا می‌شود. ریتم تند ملودی مخصوص این رقص هر گونه کسالت و خمودی را نفی کرده و بر اهمیت نشاط و هدفمندی در زندگی تأکید دارد.
فه‌تا پاشای: فه‌تا پاشای یا فتاح پاشایی ملودی این رقص در سر تا سر کرمانشاه به شکلی یکنواخت و با ریتمی تند اجرا می‌شود و بیانگر انسانی است که به شکرانه کسب موفقیت‌ها و استفاده از نعمت‌های خداوندی خوشحالی خود را به نمایش گذاشته‌است.
لب لان: رقص لب لان با ریتمی نرم و آهسته پس از فتاح پاشا اجرا می‌شود و می‌توان در آن لزوم تنوع در زندگی را مشاهده کرد، پس از اجرای پر جنب و جوش رقص‌ها گریان، پشت پا، هلگرتن و فتاح پاشایی به ضرورت، رقصندگان لب لان می‌رقصند تا کمی استراحت کرده وتجدید قوا کنند رقص لب لان در واقع انسان را از غلبه احساسات زودگذر نهی کرده، وی را پس از طی مرحله ضروری شور و مستی به قلمرو تفکر دور اندیشی و بازنگری رهنمون می‌سازد در این رقص، شرکت کنندگان آرامش خاصی را احساس می‌کنند.
چه‌پی: چه‌پی به معنای از چپ می‌باشد؛ مخصوص مریوان استملودی این آهنگ با وزن دوتایی اجرا شده و در بیشتر مناطق کردنشین تقریباً بهیک شکل اجرا می‌شود. در رقص چپی قسمت چپ بدن تحرک بیشتری یافته و از خمودگی خارج می‌گردد، در منطقهٔ کرمانشاه بیشترخانم‌ها از این رقص استقبال می‌کنند.
زَنگی یا زَندی: در این رقص رقصندگان یک قدم به جلو گذاشته و سپس یک قدم به عقب می‌روند و این حالت تا پایان ادامه می‌یابد در این رقص ضرور ت احتیاط، دوراندیشی و تجزیه و تحلیل عملکرد از جانب انسان به تصویر کشیده می‌شود، در واقع در این رقص سنجیده گام برداشتن تبلیغمی‌گردد.
شَه‌لایی: رقص شَلایی گونه‌ای رقص نمایشی - رزمی است که رقصندگان پاهای خود را به حالتی لنگان حرکت می‌دهند. این رقص را می‌توانتراژدی شکست دانست در این رقص قدم‌ها نا استوار و پاها کمی شکسته و خم برداشته می‌شوند تا شکست در برابر چشمان حضار ترسیم گردد. این رقص از گونه رقص‌های رزمی است و بیانگر شکست از دشمن و طلب عفو از مردم به شکلی نمادین است.
سه‌جار: رقص سه‌جار با ریتم آرام شروع و سپس بر سرعت حرکات افزوده می‌شود. در آن سه حرکت پا در سه حرکت به جلو وجود دارد.
خانه‌میری: خانه‌میری یا خان امیری مخصوص خوانین بوده که آن را در پشت بام‌ها به سبک آرام و ملایمی برگزار می‌کردند که تداعی‌گر پیروزی است.
چه‌مه‌ری: در «چه‌مه‌ری» که در هنگام «غم و مرثیه» انجام می‌شود افراد شرکت‌کننده «تفنگ» به دست می‌گیرند یا «خنجر» به کمر می‌بندند. عمر و قدمت هەڵپەڕکە و چه‌مه‌ری خیلی زیاد است و مربوط به چند سال قبل یا مربوط به یک منطقه خاص یا یک فرد خاص نبوده بلکه مربوط به دوره‌ای است که تسلط هنری توانسته‌است آن را به تمام جامعه کل حاکم کند.

## پوشش
نوع پوشش مردم گیلانغرب هم مانند دیگر مردم کلهر است. 
در میان مردان کرد، لباس مردانه‌ی کردی «چوخه و رانک» و البته در میان مردم ایل کلهر نام دیگری به نام «دڵنگ کوردی» نیز دارد.
در این شهر مردان و زنان مسن‌تر علاوه بر کلاهی که در میان مردم کردستان رسم است بر روی سر می‌گذارند؛ که برای مردان از یک کلاه گرد (عرقچین)و چفیه (شماق) تشکیل می‌شود و گیوه(کڵاش) هایی که بین کلهرها مشهور است می‌پوشند؛ و برای زنان هم سربندی به نام گُلوَنی که عمدتا پارچه‌ای مشکی با نقش‌های قرمز و سفید بر روی آن است بر سر می‌بندند. پوشش مردان کلهر اینگونه است که پوشاک کردی را عمدتاً جلوبسته به تن می‌کنند و شال کمر نمیبندند.
لباس سنتی مردان این منطقه که فەرەجی نامیده می‌شود، بسیار معروف است. که از کرک یک نوع بز شال‌هایی را می‌بافند و از آن فەرەجی تهیه می‌شود. 
امروزه پوشاک کردی بیشتر برای مراسمات شادی به کار می‌رود.

## صنایع دستی
صنایع دستی شامل نوع خاصی از گلیم، گبه و چیغ یا چیت (حصیر) است.
و سوغاتی دیگر نیز انواع محصولات لبنی و میوه‌های بومی منطقه، و از طرفی برای نگهداری طبیعی از محصولات لبنی در دیگر شهرها و استان‌ها می‌توان مشک‌ و «'''هیزه»''' (مشک مخصوص روغن)، را به سوغات برد. 

## بلایای طبیعی
- وزش باد استثنایی: شب ۲۶ آذر ۱۳۸۵ خورشیدی باد بسیار شدیدی شروع به وزیدن کرد که خسارت‌های زیادی را به منطقه وارد ساخت و بسیاری از درخت‌ها را از جا کند. ادراه هواشناسی سرعت این باد را صد و سی کیلومتر بر ساعت اندازه‌گیری کرده بود. از افراد کهن‌سال و مسن منطقه هیچ‌کدام چنین باد مخربی را به یاد نداشته‌اند.
- گرد و غبار: در سال‌های اخیر تعداد روزهایی که فضای جنوب و غرب کشور و بالطبع هوای منطقه گیلان غرب تحت تأثیر توده‌های هوای آلوده و گرد و غبار و مضرات ناشی از آن قرار گرفته، افزایش یافته‌است.
- زلزله: بیش از دویست لرزه در سال ۱۳۹۲ که موجب شد بیش از ده روز مردم در سرما به دور از خانه‌هایشان و در چادر زندگی کنند (بزرگترین این لرزه‌ها ۵٫۷ ثبت شد). مرکز این زلزله‌ها حوالی گیلانغرب و سومار و قصرشیرین و سرپل ذهاب بود.

زلزله ۲۱ آبان ۹۶ به قدرت ۷٫۳ ریشتر که بزرگترین زلزله سال در جهان بود، ساعت ۲۱:۴۸ ازگله در ثلاث باباجانی را در عمق ۱۱ کیلومتری زمین لرزاند که مقدار ۶٫۴ ریشتر آن چیزی نزدیک به زلزله بم به گیلان‌غرب رسید و طبق آمار غیررسمی بالای ۳۰۰ زخمی در روستاها و شهر بر جای گذاشت. بیش‌ترین ویرانی این زلزله در سرپل ذهاب بود که ۷ ریشتر زلزله به آن رسیده بود و کشته و زخمی زیادی را بر جای گذاشت. این زلزله در کل استان کرمانشاه و ایلام و کردستان به‌طور جدی حس شد و حتی استان‌های خوزستان و آذربایجان‌های شرقی و غربی و اصفهان و همدان و اراک و … هم آن را احساس کردند. این زلزله آنقدر قوی بود که حتی تا دریای مدیترانه احساس شد و خسارات زیادی را در ایران و عراق بر جای گذاشت.
- زلزله‌های ۲۱ دی ماه ۱۳۹۶ که چندین زلزله با بزرگی بیشتر از ۵ ریشتر بود در سومار و گیلان غرب خسارت‌های زیادی بر جا گذاشت. و خانه‌ها و مکان‌هایی که در اثر زلزله شدید ۷٫۳ ریشتری ازگله و پس لرزه‌های آن سست شده بود را به‌طور کلی تخریب کرد. این زلزله‌ها حدود ساعت ۱۰ و نیم صبح در عمق بسیار کم شروع شد و در عرض یک ساعت ۶_۷ زلزله بالای ۵ ریشتر در سومار و گیلان‌غرب و ایوان و زرنه رخ داد که باعث وحشت مردم شد. همچنین در طول این روز عجیب از بعد وقوع زلزله‌ها حدود ۶۰ بار دیگر تا شب سومار لرزید تا نشان از بالا بودن قدرت این زلزله‌ها و پس‌لرزه‌های بعد آن باشد. به گفتهٔ برخی خبرگزاری‌ها این زلزله‌ها به‌طور جدی در گیلانغرب، بغداد، سلیمانیه، ایلام، قصرشیرین، سرپل ذهاب، اسلام‌آباد غرب و ایوان و کرمانشاه و به‌طور خفیف حتی در مهاباد و بوکان و شهر وان ترکیه احساس شده‌است. این زلزله همچنین در شهرهای مرزی چه در خاک عراق چه در خاک ایران خسارات زیادی برجای گذاشت شهر مندلی در عراق در استان دیاله نزدیک‌ترین شهر به کانون زلزله بود.
- روز یکشنبه ۱۶ دی ماه ۱۳۹۷، بار دیگر استان کرمانشاه ایران لرزید. این زلزله به بزرگی ۵٫۹ ریشتر، ساعت ۱۷ و ۱۱ دقیقه عصر در عمق ۱۰ کیلومتری و در فاصله ۲۴ کیلومتری گیلان‌غرب رخ داد. محل وقوع این زمین‌لرزه ۲۳ کیلومتری گیلان‌غرب، ۳۱ کیلومتری سومار و ۳۸ کیلومتری سرپل‌ذهاب بوده‌است. شدت این زمین‌لرزه به حدی بود که در شهر کرمانشاه نیز به خوبی احساس و باعث شد تا شماری از مردم این شهر به خیابان‌ها بیایند.

پیش از این در آذرماه سال جاری هم زلزله دیگری به بزرگی ۶٫۴ ریشتر استان کرمانشاه را لرزانده بود و در مناطقی از غرب ایران از جمله کردستان و همچنین بیشتر شهرهای استان ایلام و آذربایجان غربی و شرقی هم احساس شده بود.
مدیرکل مدیریت بحران استان کرمانشاه نیز گفته، زلزله ۵٫۹ ریشتری گیلانغرب تا این لحظه تلفات جانی نداشته‌است.
گفتنی است نخستین زلزله بزرگ کرمانشاه در سال ۱۳۹۶ در منطقه‌ای بین ایران - عراق به بزرگی ۷٫۳ ریشتر رخ داد. این زلزله شامگاه یکشنبه ۲۱ آبان ۱۳۹۶ در نزدیکی ازگله، استان کرمانشاه در نزدیکی مرز ایران و عراق در ۳۲ کیلومتری جنوب غربی شهر حلبچه عراق ایران رخ داد. متخصصین می‌گویند، زمین‌لرزه‌های بعدی تماماً پس لرزه‌های زلزله اصلی و سال گذشته در کرمانشاه بوده‌است.

## سوغاتی‌ها
لبنیات، گوشت، گندم، نخودفرنگی، برنج، خیار، گوجه‌فرنگی، بادمجان، بامیه، خرما، ذرت، برخی از مرکبات، نان ساجی و بودیان … در نواحی و روستاهای سردسیر شرقی و شمال شرقی شهرستان که سمت شهرستان‌های اسلام‌آباد غرب و چرداول و ایوان غرب استان ایلام است مثلاً شهر سرمست محصول گردو و در نواحی گرمسیر و غربی که به سمت قصر شیرین و سومار درختان تنومند خرما رخ نمایی می‌کنند. بوته‌های کمیاب مورد که خواص درمانی زیادی دارند در سراب گیلانغرب واقع شده‌اند.
پوشاک : سوغاتی های این شهر از جمله لباس کردی، گیوه (کڵاش) و سەروێن است 
خوراکی‌ها: لبنیات محلی و در برخی فصل‌ها بیشتر در تابستان می‌توان به گوجۀ محلی این منطقه (تماته کوردی) نیز اشاره کرد. 
غذاها: از برخی غذاها می‌توان به نان ساجی، کلانه، دووینە، خورش خلال بادام اشاره کرد. 
شیرینی ها: از شیرینی‌ها می‌توان به نان برنجی، کاک و بژی اشاره کرد.